# Leucania moriutii
Leucania moriutii är en fjärilsart som beskrevs av Shin-Ichi Yoshimatsu och Márton Hreblay 1996. Leucania moriutii ingår i släktet Leucania och familjen nattflyn. Inga underarter finns listade i Catalogue of Life.